# Triturus dobrogicus
El tritón crestado del Danubio o tritón del Danubio (Triturus dobrogicus) es una especie de tritón que se encuentra en Europa central y oriental, a lo largo de la cuenca del río Danubio y algunos de sus afluentes y en el delta del Dniéper. Tiene un cuerpo más pequeño y esbelto que los otros tritones crestados del género Triturus pero, al igual que éstos, los machos desarrollan una llamativa costura dentada en el dorso y la cola durante la época de cría.
Durante la mitad del año o más, los adultos viven en márgenes de ríos, lagos o estanques de corriente lenta, donde se reproducen. Los machos realizan una exhibición de cortejo y las hembras ponen unos 200 huevos individualmente en hojas de plantas acuáticas. Las larvas se desarrollan de dos a cuatro meses en el agua antes de alcanzar la metamorfosis. Durante el resto del año, los tritones viven en hábitats terrestres sombríos, normalmente bosques. Aunque aún no se consideran amenazadas, las poblaciones de tritón crestado del Danubio han disminuido considerablemente, debido sobre todo a la pérdida de hábitat. La especie está protegida por ley en la Unión Europea.

## Taxonomía
El tritón crestado del Danubio fue descrito como una variedad del tritón crestado septentrional (Triturus cristatus) por C. Kiritzescu en 1903. Posteriormente, se consideró una subespecie hasta que los análisis genéticos apoyaron su reconocimiento como especie separada en el complejo de especies del tritón crestado. El tritón crestado septentrional es su especie hermana, según los estudios filogenómicos.
Las poblaciones separadas del delta del Danubio y la cuenca panónica (véase la sección Distribución y hábitats) se describieron como dos subespecies, T. dobrogicus dobrogicus y T. dobrogicus macrosoma, en el año 2000. Sin embargo, estudios genéticos posteriores no apoyaron la distinción de estas dos formas.

## Descripción
Mide de 13 a 15 centímetros de longitud total, a veces hasta 18 centímetros en las hembras, el tritón crestado del Danubio es la especie de tritón crestado más pequeña. Tiene un cuerpo más esbelto y alargado que las otras especies, bien adaptado a la natación, con una cabeza estrecha y extremidades relativamente cortas. Esta forma del cuerpo ha evolucionado gracias a un aumento del número de vértebras costales: hay 16-17 en el T. dobrogicus, el mayor número entre los tritones crestados.
El dorso y los flancos del tritón crestado del Danubio son de color marrón oscuro con manchas negras y punteado blanco. El vientre es entre naranja y rojo (en otros tritones crestados suele ser amarillo o amarillo anaranjado), con manchas negras pequeñas o medianas de bordes afilados. Como todos los tritones crestados, los machos de T. dobrogicus desarrollan una cresta en el dorso y la cola durante la fase de cría, que puede ser bastante alta y dentada, suele empezar entre los ojos y las fosas nasales y se interrumpe en la base de la cola. Otra característica de los machos en la época de cría es una raya blanca azulada a lo largo de la cola. Las hembras pueden tener a veces una raya amarilla a lo largo del dorso, similar a la del tritón crestado italiano (T. carnifex).

## Distribución y hábitat
El tritón crestado del Danubio se encuentra en tres áreas de distribución alopátricas desde el centro hasta el este de Europa:
- Cuenca panónica: Desde el extremo oriental de Austria, pasando por la República Checa (una pequeña parte en el sureste), Eslovaquia, Hungría, el noreste de Eslovenia (remansos del río Mura),[11] el norte de Croacia, Bosnia-Herzegovina (marginalmente), el norte de Serbia hasta el este de Rumanía y el sureste de Ucrania (región transcarpática).[7] Incluye las llanuras aluviales medias del Danubio y algunos de sus afluentes, como el Drava, el Sava y el Tisza.[7]
- Bajo Danubio y delta del Danubio: Separada de la cuenca panónica por una zona donde se da el tritón crestado septentrional, esta parte central abarca desde el sur de Rumanía, el norte de Bulgaria y pequeñas zonas del sur de Moldavia hasta la región de Odesa, en el sur de Ucrania.[7]
- Delta del Dniéper: Esta pequeña área de distribución en el sur de Ucrania fue señalada en 2005. Actualmente está aislada por la estepa de la cuenca del Danubio, pero se ha sugerido que estas zonas estaban conectadas a través de marismas durante el último máximo glaciar, cuando el nivel del Mar Negro era unos 100 metros más bajo que en la actualidad. Es posible que esta área de distribución se extienda también a las cuencas bajas de los ríos Dniéster y Bug.[12]

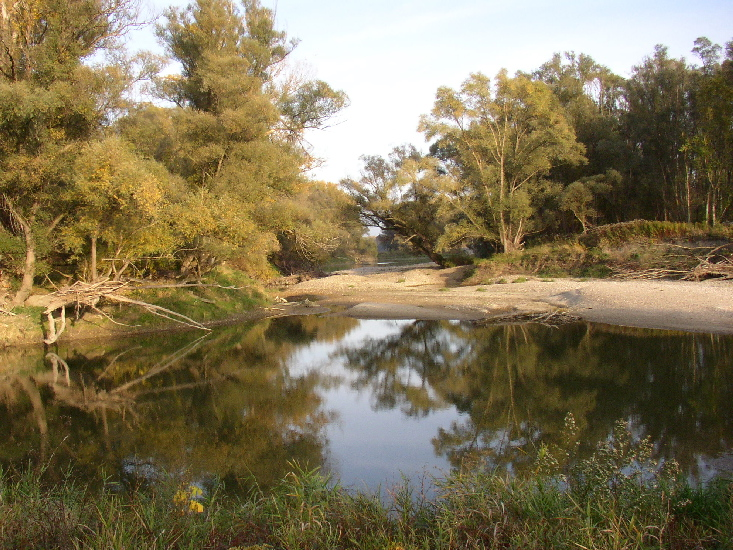
Los bosques ribereños del Parque Nacional del Danubio-Auen, en Austria, albergan importantes poblaciones que se reproducen en diversas masas de agua inundadas temporalmente.

Además del tritón crestado septentrional al norte, el área de distribución del tritón crestado del Danubio limita al oeste con la del tritón crestado italiano (T. carnifex) y al sur con la de los tritones crestados macedonio (T. macedonicus) y balcánico (T. ivanbureschi).
En comparación con las otras especies de tritones crestados, el tritón crestado del Danubio está más adaptado a la vida a lo largo de un sistema fluvial y con frecuencia se encuentra en aguas corrientes y junto a peces. Los lugares de cría típicos son los márgenes de ríos de corriente lenta, lagos en codo de buey, marismas inundadas, estanques más grandes o zanjas, siempre que haya abundante vegetación subacuática. Durante la fase terrestre, los tritones viven en bosques caducifolios o arboledas, matorrales o praderas.

## Ciclo de vida y comportamiento
Los tritones crestados del Danubio tienen la fase acuática más larga del género Triturus. Los adultos se trasladan a sus lugares de cría en febrero o marzo y suelen permanecer allí durante seis meses; ocasionalmente, pueden incluso permanecer más tiempo o volver al agua en otoño. Los machos cortejan a las hembras con un despliegue de movimientos corporales ritualizados. Cuando se han ganado el interés de la hembra, la guían hacia un espermatóforo que depositan en el suelo y que la hembra recoge con su cloaca. Los huevos son fecundados internamente. Como en otros tritones crestados, una hembra pone unos 200 huevos por temporada, que se pliegan individualmente en hojas de plantas acuáticas. Los huevos y las larvas son más pequeños que en las otras especies de tritones crestados, y tardan más (de dos a cuatro meses) hasta que alcanzan la metamorfosis y salen del agua.
Tanto en el agua como en tierra, los tritones son en gran medida nocturnos. En sus hábitats acuáticos, se esconden bajo la vegetación, y en tierra, utilizan estructuras como troncos, rocas o madrigueras de pequeños animales para cubrirse. Se alimentan principalmente de diferentes invertebrados, pero en el agua también pueden depredar renacuajos y tritones más pequeños. Entre sus depredadores se encuentran garzas y otras aves, serpientes como la culebra de hierba y diversos mamíferos carnívoros.

## Amenazas y conservación
La población del tritón crestado del Danubio ha disminuido considerablemente, y la Unión Internacional para la Conservación de la Naturaleza ha calificado su estado de conservación como «menos preocupante». La principal amenaza es la destrucción del hábitat por el hombre, sobre todo por el drenaje, la construcción de presas o la contaminación. La hibridación con otras especies de tritones crestados y la pérdida de estanques de cría debido a la disminución de las lluvias primaverales en el sur de su área de distribución (posiblemente debido al calentamiento global) también se consideran amenazas. Al igual que los demás tritones crestados, el T. dobrogicus está incluido en el Convenio de Berna (apéndice II) y en la Directiva sobre hábitats de la UE (anexos II y IV), y su captura, perturbación, muerte, comercio y destrucción de hábitats están prohibidos.